# ドードーナ
ドードーナ（ドーリス方言: Δωδώνα, Dōdōna）、あるいはドードーネー（アッティカ・イオニア方言: Δωδώνη, Dōdōnē）は、ギリシャ北西部イピロスに存在した最古の古代ギリシアの神託所である。日本語表記においてはドドナ、ドドーナ、ドドネとも。ヘロドトスによればおそらくその起源は紀元前2千年紀にまで遡るとされる。古代の吟遊詩人であるホメーロスはドードーナをゼウスの神託所だとした。古代ギリシアの主要なポリスから離れた遠隔地に位置していたため、デルポイの神託所に次ぐ2番目の位階に留まった。
アリストテレスはドードーナ周辺の地域はヘラスの一部であり、ヘレネスの起源となる場所であるとした。神託所は初めはテスプロティア人の支配下にあったが、後にモロシア人の手に渡った。古代ローマにおいてキリスト教が隆盛するまで、宗教的に重要な聖域であった。
ドードーナの神託の鉛板は2023年に世界の記憶に登録された。

## 説明
古典古代の時代に記された様々な記録によれば、巫女や神官たちは神聖な洞窟においてオーク（カシあるいはブナ）の葉のざわめく音によって、正しい行動をとるための判断をしていた。新しい解釈では、神託の音は、オークの枝に吊られた青銅製の風鈴に似たものが風で揺れたときに発する音であるとされる。
ニコラス・ハモンドに依れば、ドードーナの神託所は（他の場所ではレアーあるいはガイアとも識別されるが、この地ではディオーネーと呼ばれた）地母神へ捧げられたものであった。この神は時を経るうちにいくつかの部分がギリシア神話の神格であるゼウスへと取り込まれ、ギリシア神話の一部となった。

## 歴史

### 初期の歴史

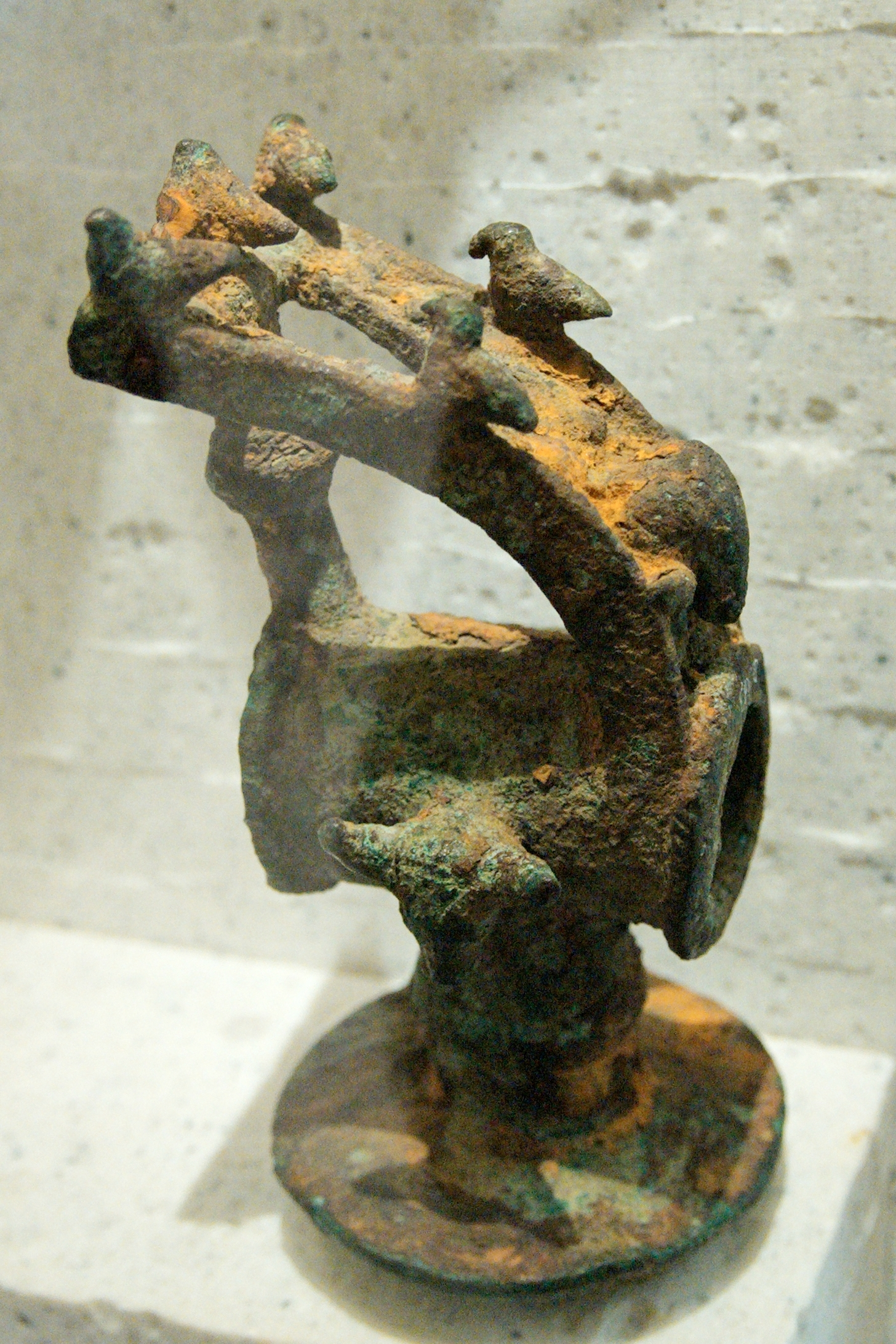
ドードーナに捧げられた槌、ブロンズ製、紀元前7世紀頃。ルーブル美術館所蔵

この神託所に刻まれた最古の碑文はおよそ紀元前550-500年のものである。1世紀以上に渡る考古学的発掘調査によって、ミケーネ文明初期の遺物が復元されており 、その多くはアテネ国立考古学博物館で、またいくつかは近隣のヨアニナの考古学博物館で展示されている。
ドードーナにおける神事は後期青銅器文明（ミケーネ文明）の頃にはある程度の形式が確立されていた。ミケーネ文明の後の時代（暗黒時代）にはドードーナが活動していた記録はほとんど残されていないが、南ギリシアからの青銅製の奉納品（三脚など）よりアルカイック期（紀元前8世紀）にはドードーナと南ギリシア間で再び繋がりがあったことがわかっている。考古学者たちは、紀元前8世紀中に神託所に捧げられたイリュリア人による奉納品などの品々もまた発見している。紀元前650年まで、ドードーナは主に北方の部族の宗教と神託者たちの中心であったが、650年以降は南方部族にとって重要なものとなった。
ドードーナにおいて、ゼウスは「ナイオスのゼウス」や「ナオス」（テメノスにおいてオークの木の下にいる泉の神。ナーイアスも参照）また「助言者ゼウス」として礼拝されていた。プルタルコスは、ドードーナでのユーピテル（ゼウス）への礼拝はデウカリオーンとピュラーによって、おそらくは大洪水の後に掲げられたと記述している。
最も古いドードーナへの言及はホメーロスによってされており、ここではゼウスについてのみ述べられている。『イーリアス』（紀元前750年頃）においてアキレウスは「ゼウス神よ、またドードーネーの、またペラズゴスの、はるかな宮においでになり、寒風すさむドードーネーをお治めの大神さま」と祈りを捧げている。建物については何も言及されておらず、セロイと呼ばれる神官が足を洗わず地面に寝ていたとされる。ホメーロスは巫女について言及していない。
神託所はオデュッセウスの旅路の一部でも登場しており、ドードーナを訪れた物語が残されている。『オデュッセイア』では「（略）ご本人はドドネへ出かけられたとの話でした。つまりそこにある神様の高く茂ったオークの木から、ゼウスの御神慮をうかがって（略）」と記されている。これはオデュッセウスが神託所でイタケ島への戻る際、公然と帰るか秘密のうちに帰るかを尋ねたものであった。
いくつかの研究者たちは、ドードーナはもともとは巫女たちが地母神へと臨む神託所であったとしている。この地母神は他所ではレアーあるいはガイアと考えられていた。またこの神託所は（単に女神を意味する）ディオーネーとも共有された。古典時代には、ギリシアのどの地域でもディオーネーは小さな役割のみを与えられており、ヘーラーが一般的なゼウスの妻としての一面を持ったが、ドードーナでは決してそうならなかった。この神託所跡から復元された碑文の多くは、ディオーネーとナイオスのゼウスに捧げられたものであった。
いくつかの考古学者たちは、紀元前4世紀の直前になって、神託所に小さな石の神殿が追加されたとしている。
エウリピデスがドードーナに言及した時点（『メラニッペー』の断片）また、ヘロドトスが神託所について言及した時点では、巫女たちはこの地に現れていた。

### 古典時代

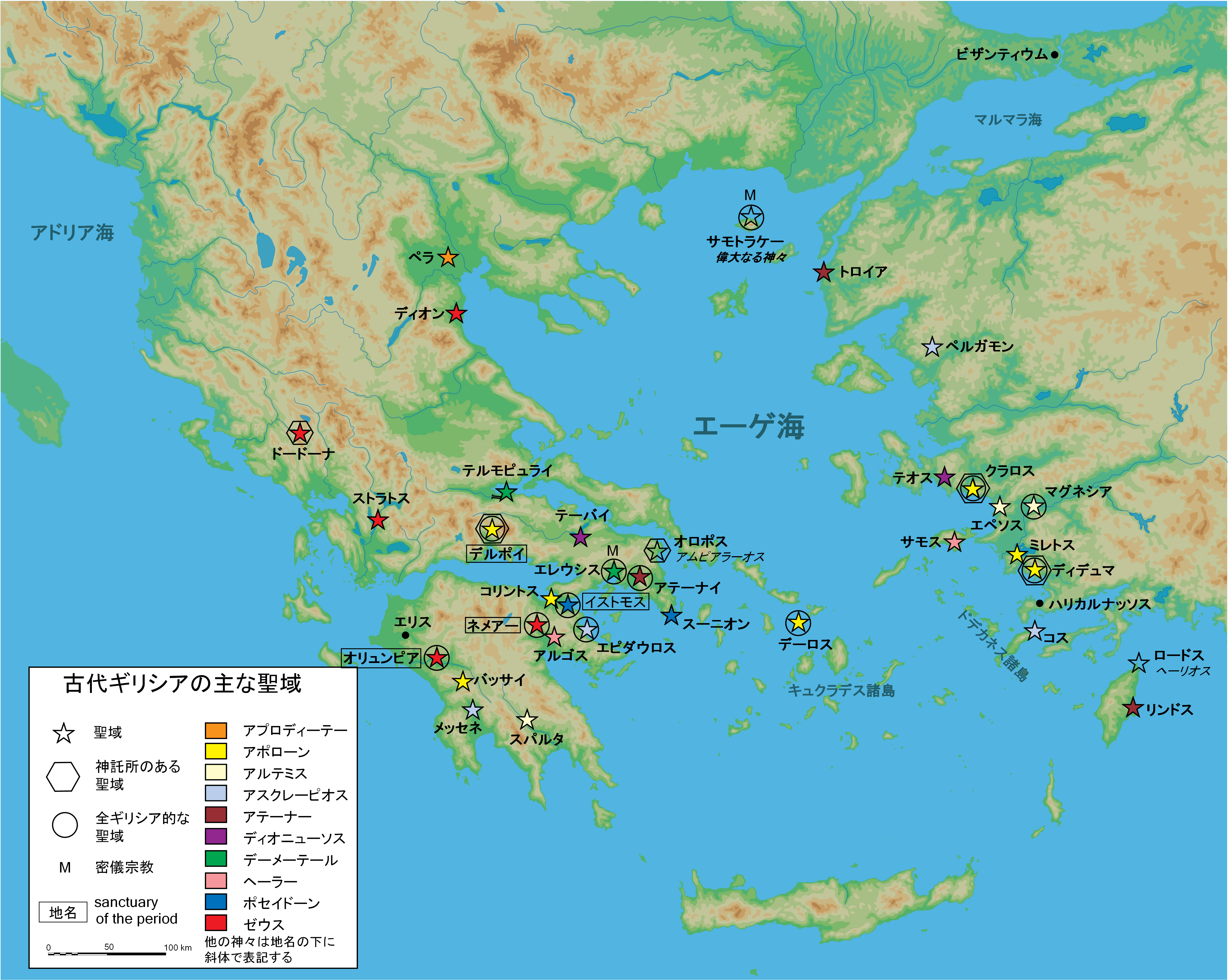
古典古代ギリシアの主要な聖域地図

デルポイにあるアポローンの神託所を凌ぐことは無かったが、ドードーナの神託所はギリシア世界において大きな名声を得ていた。ロドスのアポローニオスによって書かれたイアーソーンとアルゴナウタイの物語である『アルゴナウティカ』では、イアーソーンの船であるアルゴー号は、ドードーナからもたらされたオークが木材として使われていたために予言の能力を持っていたとされた。
紀元前290年頃、エピロス王ピュロス1世はドードーナを宗教的首都と位置づけ、美化のために再建計画を立てた。この計画はゼウス神殿を壮大に改築し、また他の建造物の建築、アスレチック競技や音楽コンテスト、劇場での演劇など多岐に渡るものだった。これによって聖なる木と神託所を囲む壁に、同じくヘーラクレースとディオーネーの為の神殿が建てられた。
紀元前219年、ドリマコス将軍が率いるアイトーリア人が侵略し、神殿は徹底的に破壊された。
紀元前3世紀後半になって、ピリッポス5世がイピロス人たちと共にドードーナの建築物を再建した。紀元前167年、ドードーナはアエミリウス・パウルス率いるローマ人によって破壊されたが、後のローマ皇帝アウグストゥスは紀元前31年に再建した。2世紀には、旅行記『ギリシア案内記』で知られるパウサニアスがドードーナを訪れているが、この時、神聖な森は一本のオークの木にまでなっていた。241年、ポプリウス・メミウス・レオンという名の祭司がドードーナのナイア祭をまとめている。362年にはローマ皇帝ユリアヌスがペルシア遠征に先立ち、神託所の助言を求めた。
391-392年にテオドシウス1世がすべての非キリスト教の神殿を閉鎖し、全ての非キリスト教の宗教的活動を禁じ、ゼウスの聖域にある古オークの木を切り倒すまで、巡礼者は神託所へと助言を受けるために訪れていた。残された町は小さなものであったが、非キリスト教であっても長らく神聖化されていたこの地は、ドードーナの司教であったテオドルスが431年のエフェソス公会議に参加していることからみて、キリスト教徒にとってもなんらかの意味が残されていた。

## ヘロドトス

聖域の設計図。ドードーナの聖域はローマ時代まで開発されつづけた。地図にある16番はかつてはゼウス神殿が存在したが、キリスト教のバシリカに取って代わられた。

ヘロドトス（『歴史』2:54–57）は紀元前5世紀にエジプトのテバイの祭司から次のように聞いたとした。
「二人の巫女がフェニキア人によってテバイより浚われ、一人はリビアへ、もう一人はヘラスへと売られた。これらの女性がそれぞれの地で神託所を設立した人である」
これらの記述からわかることは、エジプトはギリシア人に対してだけではなくエジプト人たちにとっても、計り知れないほど古いが、全ての人類文化の泉であったということである。この神話の要素が伝えるのは、リビアのシワのオアシスとイピロスのドードーナにある神託所は共に古く、フェニキア文化においても同じように同様の伝承を持ち、また女予言者であるということである。ヘロドトスは「シビュラ」とは伝えず、「女性」と伝えている。ヘロドトスはドードーナでペレイアデス（Peleiades, 鳩）と呼ばれた女予言者たちについてドードーナの巫女たちから聞いた話として以下のように記した。
この最も簡単な解釈としては、これはエジプトの神託所の伝承を確認するものである。鳩の要素は、神聖な女性への古代の名についての伝承的語源を説明するであるともされるが、ゼウスとの関係について見出すことはできず、巫女によって語られた物語を正当とするものである。彼女たちのペレイアデス (Peleiades) という名前につながるpel-という要素はペーレウス (Peleus) やペロプス (Pelops) のように「黒」や「泥（に汚れた）」という要素を源とするか?何故鳩は黒か?という疑問についてヘロドトスは下記のように追記している。
ドードーナの西海岸であるテスプロティアは海で暮らすフェニキア人にとって利用可能であったのかもしれないが、ヘロドトスの読者にとってはドードーナほど遠い島にまで侵入するとは予期されていなかった。

## ストラボン
ストラボンは、神託所はペラスギによって設立されたと記している。
神託所のあった場所ではトマロス山がそびたっており、この地域は最初にテスプロティア人が、次にモロシア人が支配した。
ストラボンは、ピンダロスによれば、元々は予言は男性によって告げられたと記した。
同じく、ピンダロスの残した記録について、不確かなものであるが、ドードーナの神託所の前身がテッサリアにあったと伝えた。
また、ピンダロスの断片からは次のような記述がみられると伝える。

## 他の記述
リチャード・クレーヴァーハウス・ジェッブ卿によれば、ドードーナにおけるネウオス (Neuos) のゼウスという二つ名は主に「小川の神、より一般的には水の神」を示すものである。また、アケローオスが水の神として、ドードーナで特別な崇拝を受けていたとした。神託所のあった場所は、湖の為にかなりの湿地であり、また、後にはドードーナの聖泉を仄めかして追加された可能性もあるとした。
彼はストラボンの見解を支持しており、ゼウスの予言者であったセロイ (Selloi) はトモウロイ (tomouroi) とも呼ばれており、この名前はトマロス山からのものだとした上で、いくつかある『オデュッセイア』の編集版からもトモウロイの言葉を見ることができるとした。
また、ドードーナのペレイアデスはかなり古く、デルポイの神託所の最初の巫女であったフェモノエの任命にも先立っていて、女性仲介者の導入が起きたのは、おろらく5世紀であったとした。しかしながらこの変化の時期は、これ以前にヘロドトス（紀元前5世紀）の鳩とエジプトの物語により明らかにされている。
アリストテレス（『気象論』, 1.14）はヘラスをドードーナの一部とアケロース川に位置づけ「かつては Graikoi と呼ばれ、今では Hellenes と呼ばれるセロイ」が住んでいたと述べた。
セロイ (Selloi) はヘロイ (Helloi) との表記もされる。アリストテレスは、明らかに神託所があった地域のすべてを指して、ドードーナという名で呼んでいた。これに従って、いくつかの研究者は（ギリシア世界を指す）ヘレネス (Hellenes) 及び、ヘレス (Hellas) という言葉の起源は、ドードーナにあるとした。また、ギリシアという言葉もこの場所から発生したともされる。